# Stade de Genève
Stade de Genève är en sportanläggning i Lancy, en förortskommun till Genève,  i Schweiz med en publikkapacitet på 32 000 åskådare. Vanligtvis är den hemmalag åt klubben Servette FC i fotboll för herrar. Här spelades bland annat vänskapslandskamper i fotboll för herrar, som då England slog Argentina med 3–2 den 12 november 2005 och då Brasilien slog Nya Zeeland med 4–0. Här spelades även matcher vid herrarnas europamästerskap i fotboll 2008 och vid europamästerskapet i fotboll för damer 2025.
Här spelas också matcher i rugby union, såsom i Heineken Cup 2006/2007 mellan CS Bourgoin-Jallieu och Munster Rugby vilken flyttades från CS Bourgoin-Jallieus hemmaplan.